# Adunații-Copăceni
Adunaţii-Copăceni es una comuna ubicada en el distrito de Giurgiu, Rumania.

## Superficie
Posee una superficie de 78,25 kilómetros cuadrados.

## Demografía
Hasta 2021 la población era de 6881 habitantes, con una densidad de población de 87,94 habitantes por kilómetro cuadrado.